# بال رايدر
بال رايدر (بالإنجليزية: Pale Rider)‏ ، هي فيلم أمريكي من نوع أكشن ، أنتجه وأخرجه كلينت إيستود سنة 1985م ، وتدور القصة حول الغرب الأمريكي في كاليفورنيا ، يقوم ايستود بإفساد مشروع المجرمين والقضاء على أحد أخطر العصابات من رعاة البقر.